# طواف فلاندرز 2005
طواف فلاندرز 2005 هو سباق دراجات هوائية.